# Mira Kakossaios
Kalomira "Mira" Kakossaios, född Douzinas den 15 december 1917 i Poros, Grekland, död 24 november 1990 i Stockholm, var en grekisk-svensk skolkonsulent och medborgarrättskämpe. Hon var en betydande förkämpe för invandrarkvinnors rätt till utbildning, arbete och en plats i det svenska samhället. Hon grundade organisationerna Internationella föreningen för invandrarkvinnor och Riksförbundet internationella föreningar för invandrarkvinnor.

## Biografi
Mira Kakossaios föddes på ön Poros utanför Peloponnesos i Grekland 1917. Hon var äldsta dottern till sjökapten Stamatis Dousinas och hans hustru Elene. Modern var lärare vilket var någonting mycket ovanligt på den tiden. Det fanns välstånd och en anda av solidaritet i föräldrahemmet, vilken kom att prägla barnens uppfostran. Modern blev en förebild för Mira Kakossaios genom sitt yrkesval och sociala engagemang. Under Mira Kakossaios barndom var tuberkulos en folksjukdom som härjade i regionen och drabbade främst de fattiga. Varje lördag hjälpte hon och systern sin mor med utdelning av mat och medicin till sjuka och fattiga. Föräldrarna uppmuntrade tidigt barnen att utbilda sig och som tonåring fick Mira Kakossaios möjlighet att gå i den bästa skolan i Aten, där hon så småningom utbildade sig till lärare mellan åren 1932–1937.
Efter examen fick Mira Kakossaios tillstånd av det grekiska skolministeriet att öppna en skola för tuberkulossjuka barn i närheten av ön Poros. Senare flyttade hon till Makedonien i norra Grekland för sin första anställning som lärare. Makedonien var då mycket fattigt, analfabetismen var utbredd och det fanns få lärare som ville arbeta där. Mira Kakossaios hade som mål att bekämpa analfabetismen i området. Det förekom en del motstånd i början men hon lyckades övertyga folket om vikten av att lära sig läsa och skriva.
Under andra världskriget och den tyska invasionen av Grekland i början av april 1941 anslöt sig Mira Kakossaios till den grekiska motståndsrörelsen på partisanernas sida. Hon fick olika uppgifter och var under slutet av kriget bland annat sköterska för Röda korset samt deltog i distributionen av livsmedel och medicin. Hon blev dock tillfångatagen och skulle avrättas men lyckades fly till Schweiz där hon studerade vidare på universitetet i Genève och kom i kontakt med den kände pedagogen Jean Piaget. Genom honom blev hon involverad i ett internationellt barnhemsprojekt för barn från krigsdrabbade länder.

### I Sverige
Till Sverige kom Mira Kakossaios 1950 tillsammans med maken George Kakossaios som var läkare. Hon lärde sig mödosamt svenska och fortsatte så småningom med studier vid Ericastiftelsen där hon läste psykologi, pedagogik och socialvetenskap, vilket resulterade i en sociologexamen 1954. Under några år bodde familjen i Eskilstuna, på den tiden en industristad som lockade till sig arbetskraft från länder som Grekland, Italien, Jugoslavien, Turkiet och Spanien. Ett av Mira Kakossaios första större uppdrag i Sverige var att ordna bostad åt ett hundratal greker som kommit för arbete hos AB Bolinder-Munktell, men som hade hamnat i hennes trädgård eftersom företaget inte hade ordnat med bostad. Det var i Eskilstuna som Mira Kakossaios först insåg att det bland invandrarfamiljerna, främst bland kvinnor och barn, fanns ett behov av hjälp till drägliga levnads- och arbetsförhållanden.
År 1966 flyttade familjen till Stockholm och Mira Kakossaios fick arbete vid Stockholms skoldirektion. Som skolkonsulent för invandrarfrågor arbetade hon mycket aktivt för att förbättra undervisningen för utländska elever. Mira Kakossaios och Meri Helena Forsberg tillhörde de första konsulenterna för invandrarundervisningen i Sverige. Tillsammans drev de igenom många frågor, bland annat kring hemspråksundervisningen. I Stockholm lärde Mira Kakossaios också känna Anita Gradin och tillsammans startade de det första projektet med undervisning i svenska språket för invandrarkvinnor i Arbetarnas bildningsförbunds (ABF) regi.
Mira Kakossaios grundade Internationella föreningen för invandrarkvinnor, IFFI, i Stockholm 1968. Målsättningen var att hjälpa kvinnor i fråga om utbildning, arbete, ekonomi, barnuppfostran samt misshandel. Ytterligare en målsättning var att bryta invandrarkvinnors isolering samt uppmuntra dem att ställa krav på ökad jämställdhet både i hemmet och i samhället. På IFFI anordnades undervisning i svenska språket, informationsmöten om lagar som gällde invandrare, diskussionskvällar om samlevnadsfrågor med mera. Föreningen kämpade för rätten till studiebidrag för kvinnor som ville lära sig svenska samt hjälp med barnpassning. I början var motståndet mot föreningen kompakt. Det var därför svårt att få stöd från olika myndigheter, exempelvis Statens invandrarverk, som i första hand ville stödja föreningar organiserade efter nationell tillhörighet och bestående av både kvinnor och män. Mira Kakossaios hade dock mod, kraft och förmågan att både övertyga och inspirera andra. Hon drevs av ett patos och var en bra talare som fick beslutsfattare att lyssna även om en del upplevde henne som mycket kontroversiell. Några år efter det att IFFI bildats hade flera liknande föreningar uppstått runt om i landet. År 1974 kunde dessa föreningar samlas under Riksförbundet internationella föreningar för invandrarkvinnor, RIFFI. Idag är RIFFI en paraplyorganisation för ett 30-tal lokalföreningar i Sverige. Föreningen har medverkat i FN:s samtliga kvinnokonferenser. Sedan år 1998 har RIFFI konsultativ status i FN:s ekonomiska och sociala råd ECOSOC, inom arbetsområdet Kvinnofrågor.
Under Mira Kakossaios ledning arbetade RIFFI för att underlätta invandrarkvinnors möjlighet till utveckling och social integrering i det svenska samhället, bland annat i en motion till riksdagen 1989. Organisationen har verkat för förändring inom många områden, däribland hemspråksundervisning, förbud mot barnäktenskap, våld mot kvinnor, kvinnlig könsstympning, tvåårsregeln i utlänningslagen – vilken innebär utvisning av invandrarkvinnor vid skilsmässa om vistelsen i Sverige är mindre än två år – samt frågor om hur äldre sjuka som inte behärskar svenska behandlas i vården.
För Mira Kakossaios var en av de mest angelägna frågorna i samtiden och för framtiden fredsfrågorna. Hon var mycket engagerad i ”Den stora fredsresan” som anordnades i Internationella Kvinnoförbundet för Fred och Frihet, IKFF:s, regi och genomfördes mellan åren 1985 och 1986. Hon arbetade aktivt med att organisera resan med delegationen till Nordafrika. ”Den stora fredsresan” bestod av olika delegationer med kvinnor som sammantaget reste till 105 huvudstäder och regeringar med frågor om kärnvapen, fred och säkerhet till makthavarna i dessa länder. Den högtidliga avslutningen hölls vid FN i New York och leddes av Inga Thorsson.
I december 1980 delade tidningen Aftonbladet ut jubileumsstipendier till tio stipendiater i samband med sin 150-årsdag. En av dem var Mira Kakossaios och motiveringen löd: ”... för hennes starka engagemang och idoga arbete för invandrarkvinnor i Sverige. Utan att förtröttas går hon till storms mot fördomar, stelbenta svenska myndigheter och, om så behövs, sina egna landsmän. Mira har gett en röst åt den kanske svagaste gruppen i det svenska samhället, de isolerade och utlämnade invandrarkvinnorna.”
Mira Kakossaios dog i Stockholm 1990.